# 布蘭德拉姆峰
46°34′53.5″N 8°15′27.5″E / 46.581528°N 8.257639°E
布蘭德拉姆峰（德語：Brandlammhorn）是瑞士伯恩州的山峰，位於該國南部，屬於伯尔尼山的一部分，海拔高度3,108米，每年平均降雨量2,465毫米。

## 外部連結
- Brandlammhorn on Hikr